# Kristian Forsberg
Kristian Forsberg, född 5 maj 1986 i Oslo, är en norsk före detta professionell ishockeyspelare som sedan 2014 spelade i Stavanger Oilers. Han spelande innan dess fem säsonger för Modo Hockey.
Forsberg har även representerat det norska landslaget flera gånger.

## Klubbar
- Furuset IF 2003–2005
- Storhamar Dragons 2005–2009
- Modo Hockey 2009–2014
- Stavanger Oilers 2014–